# Boussières-sur-Sambre
Boussières-sur-Sambre is een gemeente in het Franse Noorderdepartement (regio Hauts-de-France) en telt 429 inwoners (1999). De plaats maakt deel uit van het arrondissement Avesnes-sur-Helpe.

## Geografie
De oppervlakte van Boussières-sur-Sambre bedraagt 3,3 km², de bevolkingsdichtheid is 130,0 inwoners per km².
De onderstaande kaart toont de ligging van Boussières-sur-Sambre met de belangrijkste infrastructuur en aangrenzende gemeenten.

## Demografie
Onderstaande figuur toont het verloop van het inwonertal (bron: INSEE-tellingen).